# Aba-aba
Aba-aba (Gymnarchus niloticus) é o único peixe da família Gymnarchidae pertencendo à ordem dos Osteoglossiformes.  Gymnarchus niloticus é descrito como tendo um corpo longo, sem as barbatanas caudal, ventral e anal.

## Descrição biológica

### Distribuição
São provenientes do norte da África, sendo encontrados especialmente nos rios Nilo, Níger, Volta e Chade. A espécie não está ameaçada por seres humanos, uma vez que não há registros de pesca, embora sejam comercializados em algumas regiões.

### Características e comportamento

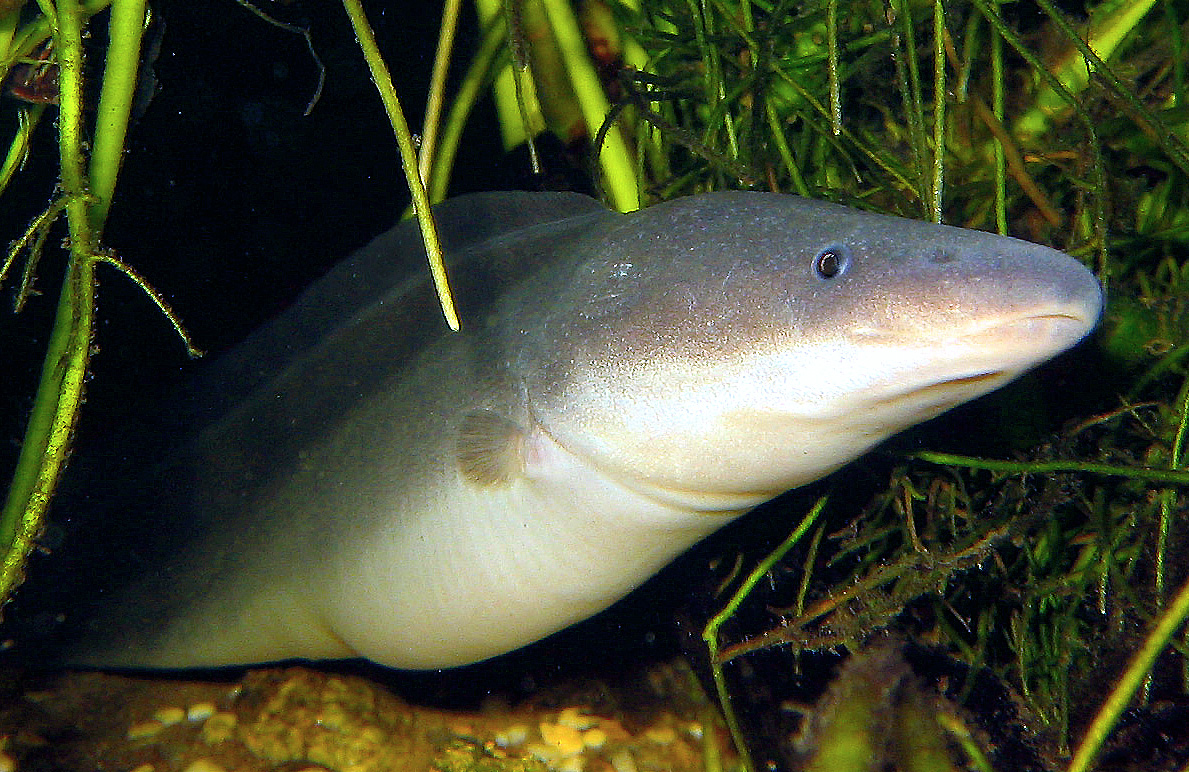
Um exemplar de Gymnarchus niloticus.

A espécie assemelha-se ao peixe-faca, tendo o corpo longo com tons cinzas e brancos. Em média, o peixe atinge entre 90 cm e 167 cm chegando a pesar 19 kg. Os tons cinzas estendem-se desde a cabeça até a ponta da cauda e os tons brancos aparecem apenas na barriga. Tem o corpo rígido e hábil, podendo mover-se rapidamente. Não possui barbatana caudal, bem como barbatana anal e barbatana pélvica. Suas barbatanas peitorais  são relativamente curtas. Não possui dentes.
Vivem em locais com abundante vegetação aquática, linhas costeiras e em pântanos e alimentam-se de crustáceos, insetos e principalmente de outros peixes. Para a reprodução, eles constroem ninhos à base de material vegetal flutuante nos pântanos, onde as fêmeas põe cerca de mil ovos. 
O peixe é noturno e esconde-se durante o dia em tocas ou nas raízes das plantas. Tem visão deficiente e é encontrado em águas escuras. Possui um órgão de produção de eletricidade que atravessa a maior parte de seu corpo, com o qual localiza seu alimento, da mesma forma que o poraquê. Não vivem em cardumes, pois com exemplares de sua espécie pode tornar-se agressivo, bem como com seres humanos. É raramente utilizado para a pesca comercial.